# 크리미널 게임: 보석 사기단
《크리미널 게임: 보석 사기단》(영어: The Con Is On, 이전 제목:영어: The Brits Are Coming)은 영국에서 제작된 제임스 오클리 감독의 2018년 범죄 코미디 영화이다. 우마 서먼, 팀 로스, 앨리스 이브, 소피아 베르가라, 매기 큐 등이 출연하였고, 로버트 오그던 바넘 등이 제작에 참여하였다.
2018년 5월 4일 라이언스게이트에 의해 제한 개봉되었으며 주문형 비디오(VOD)로도 출시되었다.

## 줄거리
영국 사기꾼 부부 해리와 피터는 갱스터 이리나에게 도박 빚을 지고 로스앤젤레스로 도망친다.
피터의 전 아내 재키는 현재 영화 감독 게이브리얼과 재혼해 로스앤젤레스에 살고 있다. 하지만 게이브리얼은 배우 비비언, 재키의 친척 지나와 동시에 불륜 중이다.
피터와 해리는 재키의 500만 파운드 짜리 반지에 눈독을 들이고 이를 훔치려 하는데...

## 출연
- 우마 서먼 - 해리엇 "해리" 폭스 역
- 팀 로스 - 피터 폭스 역
- 앨리스 이브 - 재키 역
- 파커 포지 - 지나 역
- 매기 큐 - 이리나 솔로코프 역
- 크리스핀 글러버 - 게이브리얼 앤더슨 역
- 소피아 베르가라 - 비비언 역
- 마이클 시로 - 한스 역
- 스티븐 프라이 - 시드니 역
- 윌머 캘더론 - 블라드 역
- 에드워드 조 - 킴 킴 역
- 수전 트레일러

## 기타 제작진
- 공동 제작: 윌리엄 클레빈저, 패트릭 더피터스
- 배역: 섀넌 매케이니언
- 미술: 로라 밀러
- 세트: 에밀리 E.A. 베이커, 샐리 리비
- 의상: 애나 빙어먼
- 시각 효과: 루시언 해리엇